# Lucrezia Bori
Lucrezia Bori, pseudonimo di Lucrecia Borja y González de Riancho (Valencia, 24 dicembre 1887 – New York, 14 maggio 1960), è stata un soprano spagnolo.

## Biografia
Nata a Valencia nel 1887, fu educata in un convento e non cominciò la sua istruzione vocale fino all'età di venti anni, a Milano con Vidal.
Debuttò al teatro Adriano di Roma il 31 ottobre del 1908 nella parte di Micaela nella Carmen (opera), e cantò poi nella parte di Manon in Manon Lescaut, con Enrico Caruso, diretta da Arturo Toscanini nel Théâtre du Châtelet di Parigi nel giugno 1910, in una trasferta del Metropolitan Opera House per il quale debutta; fu la prima interprete in Italia della parte di Ottaviano ne Il cavaliere della rosa di R. Strauss, alla Scala diretta da Tullio Serafin nel marzo 1911. Sempre alla Scala con Serafin in dicembre è la guardiana d'oche e figlia del fabbricante ne Figli di re di Engelbert Humperdinck.
Al Metropolitan Opera House debuttò nella parte della protagonista in Manon Lescaut nel novembre 1912, sempre con Caruso e sempre nello stesso mese è Gilda in Rigoletto, Nedda in Pagliacci e Mimì ne La bohème, nel gennaio 1913 è Antonia ne I racconti di Hoffmann, nell'aprile Norina in Don Pasquale diretta da Toscanini, nel gennaio 1914 Fiora ne L'amore dei tre re con Toscanini, in marzo Lucinda ne L'amore medico, in novembre Micaela in Carmen, nell'aprile 1915 in Iris. 
Nel 1913 partecipò alle manifestazioni per il centenario di Verdi a Busseto cantando ne La traviata e Falstaff (Verdi).
Nel 1914 è Alma nella première al teatro Colón di Buenos Aires di Sueño de Alma di Carlos López Buch con Giuseppe De Luca diretta da Serafin e Nedda in Pagliacci con Caruso e De Luca diretta da Toscanini al teatro dell'Opera di Roma.
La sua importante carriera fu messa a repentaglio nel 1915 da un delicato intervento alla gola, ma dopo un nuovo attento tirocinio le fu possibile ritornare sulle scene come protagonista nel febbraio 1920, nelle riprese nella Salle Garnier del Théâtre du Casino di Montecarlo di Manon di Massenet e de La bohème con Beniamino Gigli.
Si presentò nuovamente al Metropolitan di New York nel 1921 in gennaio con La bohème, in marzo è Manon in Manon, Susanna ne Il segreto di Susanna e Ah-Joe ne L'oracolo di Franco Leoni, nel gennaio 1922 Sneguročka in Sneguročka, in marzo Despina in Così fan tutte, in novembre Violetta ne La traviata e Giulietta in Romeo e Giulietta, nel febbraio 1923 Consuelo in Anima allegra di Franco Vittadini con Giacomo Lauri-Volpi, in novembre Suzel ne L'amico Fritz, nel gennaio 1925 Alice Ford in Falstaff diretta da Serafin, in marzo Mélisande in Pelléas et Mélisande, in novembre Conception ne L'Heure espagnole, nel marzo 1926 Salud ne La vida breve diretta da Serafin, nel 1927 Mignon, nel 1928 La rondine, nel 1930 Louise e Madelon ne Le preziose ridicole di Felice Lattuada, nel 1931 Mary nella prima assoluta di Peter Ibbetson di Deems Taylor diretta da Serafin. Ella rimase al Met fino al suo ritiro nel 1936 prendendo parte a 654 rappresentazioni. 
Al San Francisco Opera nel 1933 canta in Manon e Pagliacci e nel 1934 ne La rondine, La traviata e Mignon.
Fu considerata una delle migliori cantanti stiliste del suo tempo.
Morì a New York nel 1960.

## Repertorio
| Ruolo              | Titolo                  | Autore           |
| ------------------ | ----------------------- | ---------------- |
| Micaëla            | Carmen                  | Bizet            |
| Margherita         | Mefistofele             | Boito            |
| Louise             | Louise                  | Charpentier      |
| Carolina           | Il matrimonio segreto   | Cimarosa         |
| Mélisande          | Pelléas et Mélisande    | Debussy          |
| Salud              | La vita breve           | De Falla         |
| Norina             | Don Pasquale            | Donizetti        |
| Margherita         | Faust                   | Gounod           |
| Giulietta Capuleti | Romeo e Giulietta       | Gounod           |
| Nedda              | Pagliacci               | Leoncavallo      |
| Ah-Joe             | L'oracolo               | Leoni            |
| Suzel              | L'amico Fritz           | Mascagni         |
| Iris               | Iris                    | Mascagni         |
| Manon Lescaut      | Manon                   | Massenet         |
| Fiora              | L'amore dei tre re      | Montemezzi       |
| Despina            | Così fan tutte          | Mozart           |
| Antonia            | I racconti di Hoffmann  | Offenbach        |
| Manon Lescaut      | Manon Lescaut           | Puccini          |
| Mimì               | La bohème               | Puccini          |
| Cio-Cio-San        | Madama Butterfly        | Puccini          |
| Magda de Civry     | La rondine              | Puccini          |
| Sneguročka         | Sneguročka              | Rimskij-Korsakov |
| Ottaviano          | Il cavaliere della rosa | Strauss          |
| Mignon             | Mignon                  | Thomas           |
| Gilda              | Rigoletto               | Verdi            |
| Violetta Valéry    | La traviata             | Verdi            |
| Mrs. Alice Ford    | Falstaff                | Verdi            |
| Susanna            | Il segreto di Susanna   | Wolf-Ferrari     |
| Lucinda            | L'amore medico          | Wolf-Ferrari     |

## Discografia
- La Voce del Padrone - DB 1644 - 78 giri - La Boheme Mi chiamano Mimì e Madama Butterfly Un bel dì vedremo - 78 giri - Reg. del 1943;
- Victrola - Vic. 1361 - 78 giri - Thomas - Mignon - "Connais tu le pays?" e "Gavotte" - USA;
- Pearl - Lucrezia Bori - Arias CD Album - (1 CD);
- Eklipse - Lucrezia Bori In Concert 1935-1937 - (1 CD) - USA.